# Asger Jorn
Asger Jorn (Vejrum, 3 marzo 1914 – Aarhus, 1º maggio 1973) è stato un pittore danese.
Jorn è nato a Vejrum nello Jutland danese con il nome di Asger Oluf Jørgensen. È il fratello di Jørgen Nash.
Nel 1936 arrivò a Parigi per seguire l'Accademia d'Arte di Fernand Léger. Durante l'occupazione nazista della Danimarca Jorn fu un comunista attivo nella resistenza e partecipò al gruppo artistico Høst.
Fu uno dei fondatori del gruppo CO.BR.A.
Pittore, scultore, etnoarcheologo, architetto selvaggio, nel 1957 è stato uno dei fondatori dell'Internationale Situationniste.
Nel 1954 Jorn giunse ad Albissola Marina su invito di Enrico Baj e Sergio Dangelo e nel 1957 vi si stabilì fino alla morte. Oggi la sua casa colonica ospita un museo dedicato all'artista

## Asger Jorn nei musei
- Pinacoteca civica di Savona
- Museo della Ceramica di Savona
- Galleria Nazionale della Liguria, Palazzo Spinola di pellicceria, Genova
- Collezione Roberto Casamonti, Firenze